# Cantonul Cavaillon
Cantonul Cavaillon este un canton din arondismentul Apt, departamentul Vaucluse, regiunea Provence-Alpes-Côte d'Azur, Franța.

## Comune
- Caumont-sur-Durance : 4 253 locuitori (vroeger Caumont)
- Cavaillon : 24 563 locuitori (reședință)
- Cheval-Blanc : 3 524 locuitori
- Maubec : 1 581 locuitori
- Robion : 3 844 locuitori
- Taillades : 1 792 locuitori